# كينغ سولومون هيل
كينغ سولومون هيل (بالإنجليزية: King Solomon Hill)‏ هو عازف قيثارة وموسيقي ومغني أمريكي، ولد في 1897، وتوفي في 1949.

## وصلات خارجية
- كينغ سولومون هيل على موقع ميوزك برينز (الإنجليزية)
- كينغ سولومون هيل على موقع أول ميوزيك (الإنجليزية)
- كينغ سولومون هيل على موقع ديسكوغز (الإنجليزية)